# Coelichneumon phaenomenon
Coelichneumon phaenomenon är en stekelart som beskrevs av Heinrich 1961. Coelichneumon phaenomenon ingår i släktet Coelichneumon och familjen brokparasitsteklar. Inga underarter finns listade i Catalogue of Life.